# Нетягівщина
Нетя́гівщина —  село в Україні, у Линовицькій селищній громаді Прилуцького району Чернігівської області. Населення становить 18 осіб. До 2017 орган місцевого самоврядування — Даньківська сільська рада.

## Історія
Хутір був приписан до Варваринської церкви у Ковтунівці та храму апостола Луки та Успенської церкви у Линовиці.
Найдавніше знаходження на мапах 1826-1840 рік як Нетяговский.
У 1862 році на хуторі казеному Нетяговский (Нетяговщина) було 14 дворів, де жило 95 осіб.
У 1911 році на хуторі Нетягівщина жило 138 осіб.
12 червня 2020 року, відповідно до розпорядження Кабінету Міністрів України № 730-р «Про визначення адміністративних центрів та затвердження територій територіальних громад Чернігівської області», увійшло до складу Линовицької селищної громади.
17 липня 2020 року внаслідок адміністративно - територіальної реформи та ліквідації колишнього Прилуцького району село увійшло до складу новоутвореного Прилуцького району Чернігівської області.